# プレスリーダー
プレスリーダー（英語: PressReader）は、カナダのバンクーバーに本社を置き、アイルランドのダブリンとフィリピンのマニラにオフィスを置くテクノロジー企業。
同社のウェブサイトの他に、iOS、Android、Windows、Macのアプリケーションや、様々な電子書籍リーダーを通して、60以上の言語の、7000以上の新聞・雑誌の電子版を配信している。また、ニューヨーク・タイムズ、フィナンシャル・タイムズ、エコノミスト、ワシントン・ポスト、グローブ・アンド・メールなどの出版社向けに新聞や雑誌の電子版を運用している。

## 歴史
1999年にニュースペーパーダイレクト (NewspaperDirect) として設立。当初は、海外のホテルに滞在している間に自国の新聞を読みたい旅行者を対象に、新聞を印刷し提供するサービスを行っていた。2003年には新聞の電子版の提供を開始した。
2013年にブランド名をプレスリーダーに変更した。
2017年にアイルランドのダブリンにオフィスを設立した。
2019年8月、パーソナライズされたニュースアプリ「News360」や、ニュース発行者向けのオーディエンス・インテリジェンス製品「NativeAI」などのメーカーであるNews360を買収した。
2022年にルアイリ・ドイルがCEOに任命され、前CEOのアレクサンダー・クルーグマンが業務執行取締役に就任した。

## 製品

### PressReader
新聞・雑誌が読み放題のサブスクリプション・サービス。PressReaderのウェブサイトやアプリを通して、ライブラリーにある全てのタイトルにアクセスすることができる。同社では顧客のサービスへのアクセスに出資するホテル、航空会社、カフェ、その他様々な企業と提携している。月額29.99ドル。
2019年5月時点では月間1200万人のアクティブユーザーがいる。

### Branded editions
様々な新聞・雑誌の電子版をウェブサイトやアプリで運用するホワイトラベルのプラットフォーム。

## 提携
2023年1月、プレスリーダーは双方の戦略的提携の拡大の一環として、公共図書館、ホテル、航空、船舶、医療におけるエコノミストの電子版配信を独占して行うことになった。
2023年8月、プレスリーダーはアメリカで最大の新聞社で、USAトゥデイを発行しているガネット・カンパニーとの提携を拡大することを発表した。
2023年10月、プレスリーダーとニューヨーク・タイムズ・カンパニーは、150か国以上にわたるプレスリーダーのチャネルパートナーのネットワークを通して、ニューヨーク・タイムズ・カンパニーの世界的な存在感をより拡大させるための新たな提携を結ぶことを発表した。プレスリーダーはニューヨーク・タイムズ・カンパニーが出す電子版ニュースをホテル、航空会社、クルーズ会社、フェリー会社、アメリカ以外の公共図書館に独占的に販売することになった。

## サイバー攻撃
2022年3月3日、PressReaderのウェブ・プラットフォームがサイバー攻撃によってブロックされ、世界中の新聞・雑誌へのアクセスが停止された。同年3月6日にサービスの修復を開始した。